# Eden Games
Eden Games (tot 2003: Eden Studios) was een Franse spelontwikkelaar. In mei 2002 werd het bedrijf verkocht aan het Franse Infogrames. Het bedrijf werd bekend door de spelserie V-Rally en het spel Test Drive Unlimited. In februari 2011 werd Test Drive Unlimited 2 uitgegeven voor PlayStation 3, Xbox 360 en pc. Het bedrijf was een dochteronderneming van Atari, SA voordat deze laatste werd gesloten in 2013.

## Geschiedenis

### Eden Studios
Eden Studios werd in 1998 opgericht om computerspellen te ontwikkelen voor Sony, Nintendo en Microsoft spelcomputers. Eden Studios tekende haar eerste twee contracten met Infogrames, welke Eden de mogelijkheid gaf de Nintendo 64-versie van V-Rally te ontwikkelen. Ook waren ze al bezig met het ontwikkelen van nieuwe technologieën voor V-Rally 2 voor de PlayStation. In 1998 was Eden Studios een van de meeste succesvolle ontwikkelingsteams binnen de Infogrames-groep. In 1999 kwam de tweede versie van de V-Rally serie uit: V-Rally 2. Net als V-Rally, werd V-Rally 2 een succes. Het bedrijf groeide van 12 werknemers in 1998 naar 85 werknemers in 2003.

### Eden Games
In mei 2002 besloten Stéphane Baudet, Frédéric Jay en David Nadal Eden Studios volledig aan Infogrames te verkopen om zich te concentreren op wat ze het liefst deden: met nieuwe computerspellen komen, gebaseerd op gevorderde technologieën. Infogrames bezat toen al 19,8% van het bedrijf. In 2003 werd Eden Studios omgezet naar Eden Games.

## Uitgegeven computerspellen
Als Eden Studios
- 1998 – V-Rally (PlayStation, Nintendo 64, pc, Game Boy)
- 1999 – V-Rally 2 (PlayStation, Dreamcast, pc)
- 2000 – Need for Speed: Porsche Unleashed (PlayStation, pc)
- 2002 – V-Rally 3 (Xbox, PlayStation 2, GameCube, pc, Game Boy Advance)

Als Eden Games
- 2003 – Kya: Dark Lineage (PlayStation 2)
- 2004 – Titeuf : Mega Compet (PlayStation 2, Game Boy Advance, pc)
- 2006 – Test Drive Unlimited (Xbox 360, pc, PlayStation 2, PlayStation Portable)
- 2008 – Alone in the Dark (Xbox 360, PlayStation 3, pc)
- 2011 – Test Drive Unlimited 2 (Xbox 360, PlayStation 3, pc)
- 2015 – GT Spirit (Apple TV)
- 2016 – Gear.Club (iOS, Android)
- 2017 – Gear Club Unlimited (Nintendo Switch)
- 2018 – Gear Club Unlimited 2 (Nintendo Switch)
- 2018 – F1 Mobile Racing (iOS, Android)
- 2019 – Gear Club Unlimited 2: Porsche Edition (Nintendo Switch)
- 2020 – Gear Club Unlimited 2: Tracks Edition (Nintendo Switch)
- 2021 – Gear Club Unlimited 2: Definitive Edition (Nintendo Switch)
- 2021 – Gear Club Unlimited 2: Ultimate Edition (PlayStation 4, Xbox One, PlayStation 5, Xbox Series X/S, Steam)
- 2022 – Gear Club Stradale (Apple Arcade)
- 2022 – Smurfs Kart (Nintendo Switch)

## Staking
Op 11 mei 2011 vond er een staking plaats, van één dag, door spelontwikkelaars bij Eden Games. Reden hiertoe waren de plannen van Atari om 51 van de 80 medewerkers te ontslaan. Ze kwamen met een lijst waarop eisen gericht naar het management stonden. Hun eisen waren met Jim Wilson CEO van Atari te spreken en te onderhandelen over de geplande ontslagen. Ook wilden ze hetzelfde bedrag betaald krijgen als een werknemer bij Atari en meer algemene financiële duidelijkheid van het bedrijf.

## Doorstart
Op 30 juli 2013 maakte Eden Games via de nieuwspagina op hun website bekend een doorstart te willen maken. De website van Eden Games werd echter in december 2013 uit de lucht gehaald. Hiermee is het plan van een doorstart zeer klein.